# Thali

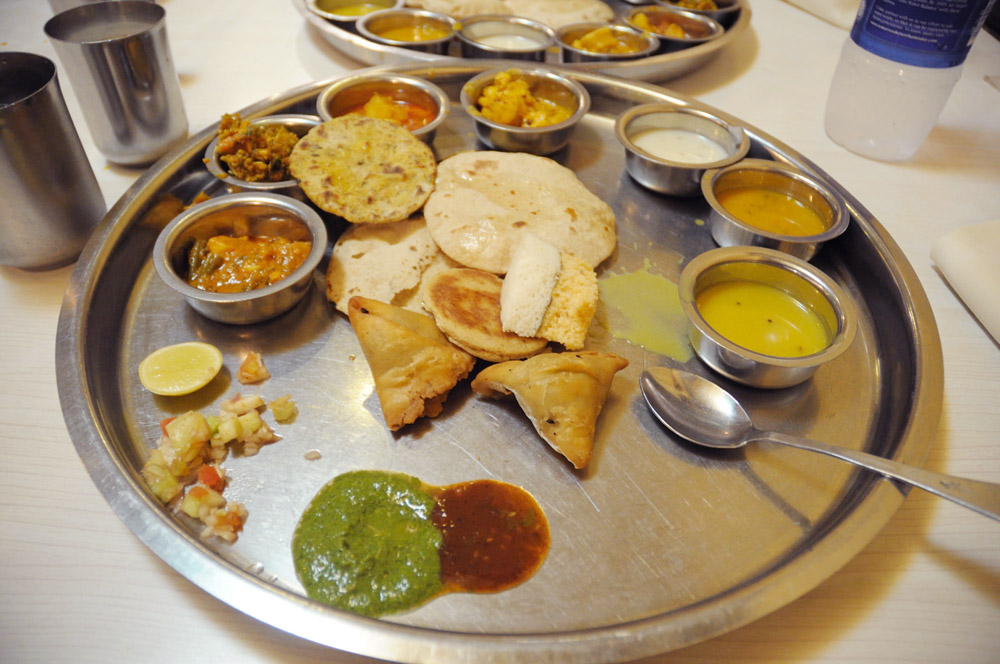
Nordindisches Thali in Neu-Delhi

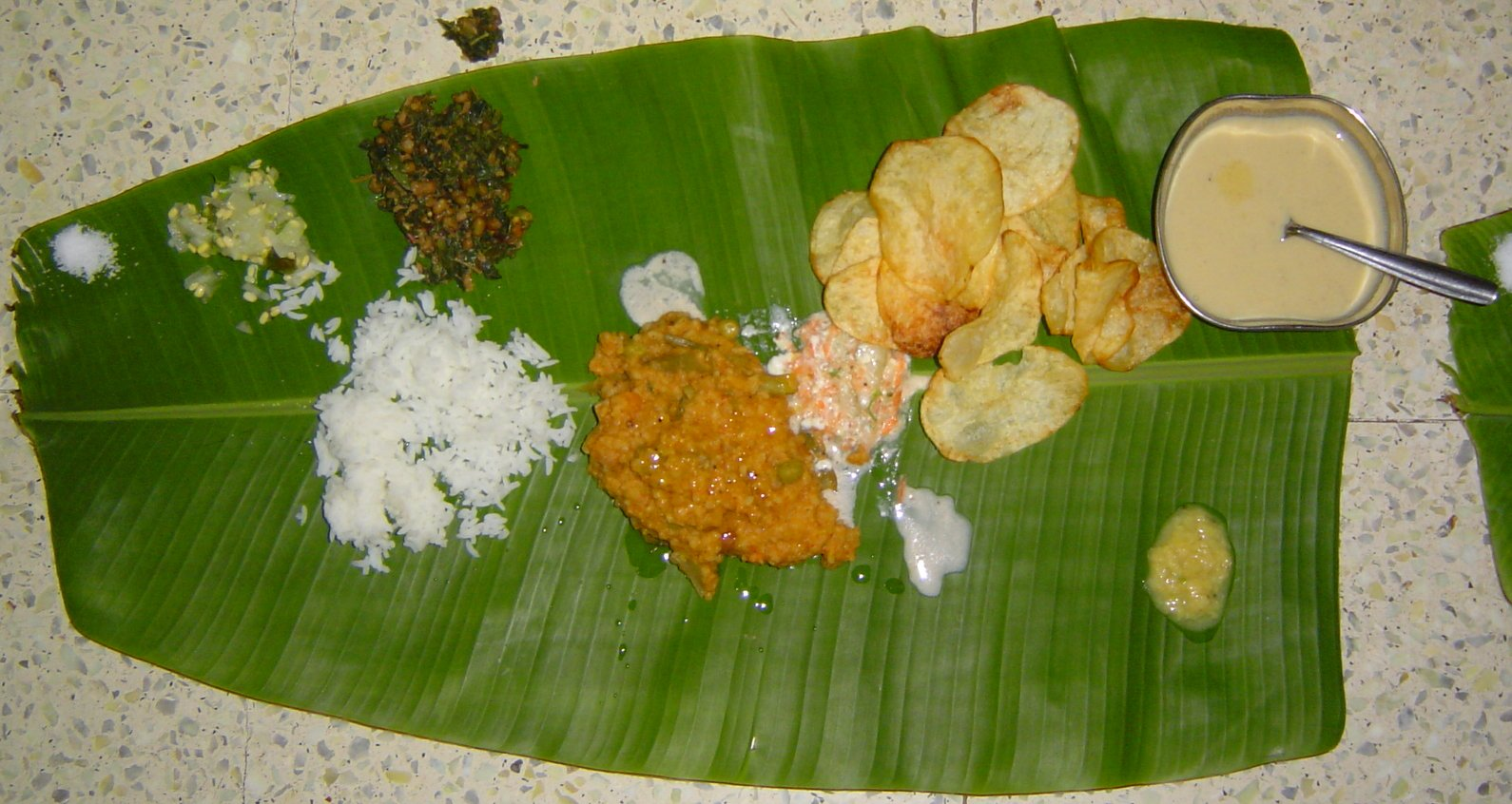
Südindisches Thali in Karnataka, auf Bananenblatt serviert

Thali (Hindi: थाली thālī [ˈt̪ʰaːli] „Platte“) bezeichnet in der indischen Küche eine meist runde Blechplatte aus Edelstahl mit aufgebogenem Rand und oft eingeformtem Fächern sowie ein Gericht aus verschiedenen separaten Zutaten, das meist auf solch einer Platte serviert wird.

## Indische Küche
Von der Essensplatte abgeleitet wird eine Mahlzeit der indischen Küche als Thali bezeichnet, die aus verschiedenen, regional unterschiedlichen Bestandteilen zusammengestellt wird. Zu den runden Thalis gehören meist kleine Metallschälchen (katori), die Gemüse, Fleisch oder kleinere Beilagen enthalten, die mit Reis und/oder Fladenbrot serviert werden. Es gibt auch rechteckige Thalis mit mehreren Mulden zur Aufnahme der verschiedenen Speisen. In manchen Restaurants werden bei einem Einheitspreis die Schälchen oder Mulden beliebig oft nachgefüllt. Neben Reis gehören je nach Region Dal, Chapati, Nan, Puri, Papad, Joghurt, Currys, kleine Mengen Chutney oder Pickle und ein süßes Dessert zu den Hauptbestandteilen. Zwar überwiegen vegetarische Zusammenstellungen bei den Thalis, doch es gibt auch nicht-vegetarische Variationen.
In Südindien ist der Begriff Meals gebräuchlicher, wobei in Südindien auch eine auf einem Bananenblatt servierte Mahlzeit als „Thali“ bezeichnet werden kann. Hier überwiegt Reis als Hauptbestandteil, als Beilagen finden sich typisch südindische Gerichte wie Sambar (eine Soße auf Linsen- und Tamarindenbasis) oder Rasam (eine Suppenart auf Basis von Tamarinde und Linsen). Traditionell werden die einzelnen Gerichte ohne gesonderte Behältnisse auf ein Bananenblatt geschöpft.

## Indische Musik
In der nordindischen Volksmusik wird das runde Thali auch als Aufschlagidiophon verwendet, das einem Flachgong wie dem philippinischen gangsa entspricht. Die indischen Metallteller und die Flachgongs werden mit Holzstöckchen geschlagen. Im Jemen kommt der perkussiv zur Liedbegleitung verwendete Metallteller sahn nuhasi vor, der mit beiden Händen geschlagen wird. Die in der indischen Musik eingesetzten Thali haben einen Durchmesser von typischerweise 22 Zentimetern. Als Perkussionsinstrument sind übliche Edelstahlteller zu gebrauchen, als besser geeignet gelten jedoch Thalis aus Messing oder Bronze. Der Musiker hängt sich das Thali an einer Kordel um die Schultern, legt es auf seine Knie oder auf den Boden und schlägt mit zwei Holzschlägeln auf die Plattenunterseite. Im nordindischen Bundesstaat Uttarakhand werden Thalis zusammen mit den Sanduhrtrommeln hurka oder daunr gespielt. Allgemein gehören sie mit diversen regionalen Namen wie tasli in Rajasthan und jalar in Gujarat zur Gesangs- und Tanzbegleitung. Im nordostindischen Bundesstaat Tripura ist das rang-thali eine gehämmerte breite Bronzeschüssel, die bei Volkstänzen und Liedern mit einem dünnen Stöckchen in der Mitte geschlagen wird.
Im ostindischen Bundesstaat Westbengalen und in Bangladesch wird ein dem Thali entsprechender Flachgong kasar aus Messing mit einem rechtwinklig umgebogenen breiten Rand verwendet. Mit einem Stock geschlagen begleitet der kasar zusammen mit großen Röhrentrommeln dhol religiöse Prozessionen und Volkstänze. Ein indisches Melodieinstrument aus Porzellanschüsseln ist das jaltarang.